# Concentrazione minima inibitoria
La concentrazione minima inibitoria (anche MIC dall'acronimo in inglese Minimal inhibitory concentration) è un termine usato in microbiologia per indicare la più bassa concentrazione di una sostanza antimicrobica (come ad esempio un antibiotico) capace di inibire la crescita di un batterio. Viene determinata in vitro saggiando una concentrazione standard di microorganismi con una serie di diluizioni scalari di antibiotico. 
Si procede allestendo una serie di provette in cui, in un terreno liquido scelto opportunamente, sono aggiunte dosi scalari dell'antibiotico in esame e quindi è inoculato il ceppo batterico in esame a concentrazione costante. Al termine del periodo di incubazione si rileva la presenza o meno della crescita batterica, ad esempio tramite torbidità. Tra le provette senza crescita batterica quella con minore concentrazione antibiotica indica il valore della minima concentrazione inibente per la coppia ceppo batterico-antibiotico utilizzata. 
Il test può essere seguito dalla determinazione della MCB, minima concentrazione battericida/batteriostatica. Dopo diluizione del brodo della MIC, si rileva se la coltura presenta o meno crescita: nel primo caso la coltura era solo inibita, (quindi l'azione dell'antibiotico è batteriostatica), nel secondo invece uccisa, quindi l'azione dell'antibiotico è di tipo battericida.